# Biliardo all'italiana

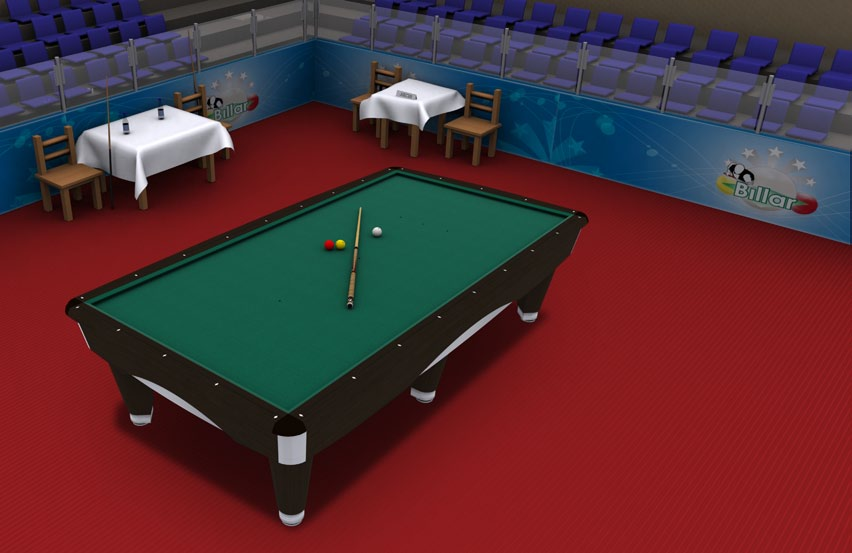
Un tavolo senza buche con una stecca e tre bilie, immagine rappresentativa del biliardo Internazionale, unificato per le specialità della Carambola e dell'Italiana

Biliardo all'italiana è una definizione comunemente attribuita a una serie di specialità di gioco del biliardo di origine italiana.
A partire dal 1983 le partite sono giocate ufficialmente solo sul tipo di tavolo da biliardo senza buche, lungo 9 piedi per la metà di larghezza, oppure 284 × 142 cm, detto anche "tavolo internazionale da carambola" (si tratta del tipo di biliardo usato storicamente per i giochi della carambola, di origine francese e non facente parte della tradizione italiana) e si usano tre biglie colorate. Nel caso delle specialità italiane giocate senza l'uso della stecca vengono usate invece nove bilie. Inoltre, a seconda delle specialità, si usano cinque oppure nove piccoli birilli disposti a croce al centro del tavolo, di cui quello al centro è rosso e i restanti sono bianchi.

## Dal tavolo Tradizionale a buche strette al tavolo Internazionale senza buche

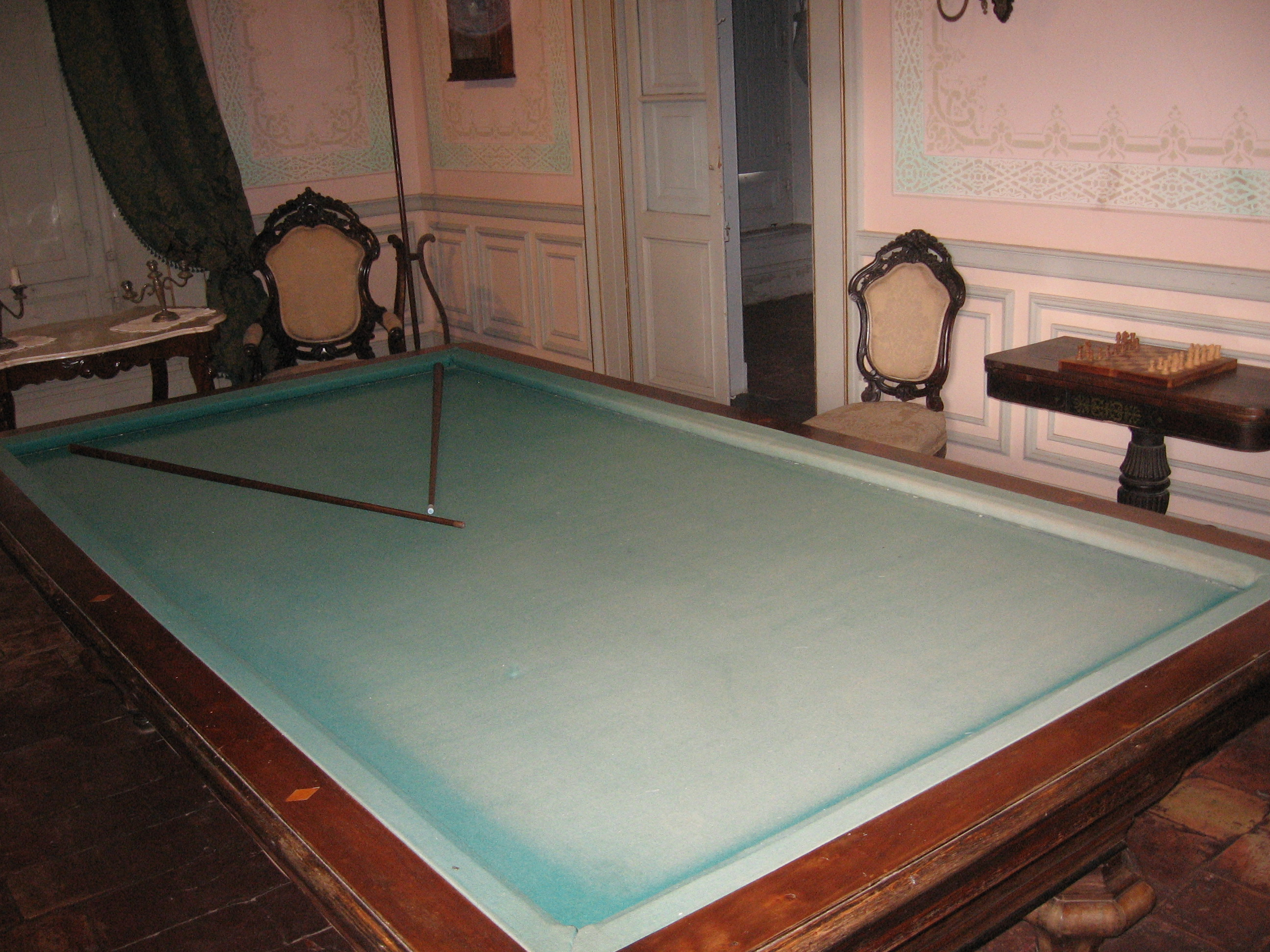
Tavolo di tipo "internazionale" situato nel Palazzo San José ad Entre Ríos (Argentina).

Fino agli anni ottanta, nelle sale da biliardo professionali, nei bar e nei caffè, il gioco si svolgeva sul biliardo tradizionale (anche detto "a buche strette"), dotato di sponde più alte di quelle del biliardo Internazionale (sponde tamburate). Talvolta veniva adoperato il biliardo ridotto da 8 piedi e mezzo, 260 × 130 cm, il quale era regolamentare per il gioco delle boccette ma non per il gioco dell'italiana a stecca.
Quest'ultimo tipo di biliardo è tuttora adoperato ed è regolamentare, unitamente al biliardo di tipo internazionale, per le specialità delle Boccette.
Nei biliardi tradizionali di grande qualità lo spessore del piano di gioco in ardesia arriva fino ai 60 mm, mentre nei modelli più economici si attesta tra 40 e 50 mm. I lumi delle buche sono rivestiti di pelle o tessuto similpelle artificiale, in genere di colore bianco per rifinire le parti a vista e per evitare che le biglie si scalfiscano quando entrano in buca. Una volta imbucata la biglia per poterla recuperare si apre uno sportello (anche detto "mascherone”) di metallo.

Il fatto di avere le buche strette (quattro sugli angoli e due a metà del lato lungo del tavolo da gioco), aggiungeva difficoltà e aleatorietà, rendendo il gioco più vario rispetto a ciò che accade oggi con l'attuale tipologia di biliardo usata per i giochi con i birilli, che non dispone delle buche.
Se un giocatore imbucava la propria biglia cedeva due punti all'avversario, più eventualmente quelli dei birilli abbattuti e del pallino (cosiddetti punti "bevuti"), mentre invece se veniva imbucata la biglia avversaria il giocatore aggiungeva due punti a suo favore; per quanto riguarda il pallino, se veniva imbucato valeva il doppio dei punti, a seconda della biglia con cui è stato colpito.

Il segnapunti era composto da due file sovrapposte (una fila di colore bianco e una di colore rosso) formate da venticinque dadi a quattro facce, scorrevoli, talvolta in legno ma più comunemente di plastica, che permettevano di evidenziare punteggi fino a 100 punti.
Nel 1983 venne deciso di uniformare gli strumenti di gioco (biliardi, biglie, birilli e panno) e venne introdotto e codificato l'utilizzo del tavolo senza buche (già utilizzato per il gioco della carambola) in sostituzione del precedente con le buche, con il fondamentale contributo di Rinaldo Rossetti, presidente dell'allora FIABS (Federazione italiana amatori biliardo sportivo), oggi FIBIS.
I tavoli di tipo Internazionale (senza buche), usati attualmente per ogni specialità di carambola e di biliardo all'italiana, hanno la lunghezza di 9 piedi per la metà di larghezza, (284 × 142 cm circa), hanno le sponde più basse e più marcatamente triangolari rispetto al biliardo tradizionale italiano. Quest'ultima caratteristica influenza le traiettorie delle biglie che si comportano in modo assai diverso rispetto a quanto accade negli impatti contro le sponde dei biliardi tradizionali, essendo le prime più morbide e maggiormente sensibili agli effetti rotatori delle bilie. Questo comporta un diverso approccio alle geometrie di gioco rispetto al biliardo tradizionale. I biliardi Internazionali hanno per regolamento il piano di ardesia di spessore non inferiore ai 45 mm) Il piano di ardesia viene sempre riscaldato tramite una resistenza elettrica comandata da un termostato fino a circa 38 °C per eliminare l'umidità eventualmente presente sul panno di gioco e dare alla biglia maggiore scorrevolezza e velocità.

I segnapunti che sono forniti oggigiorno sono elettronici, spesso dotati di memoria del punteggio segnato.

## Le biglie: dall'avorio alla resina artificiale
I set di biglie utilizzati fino ad alcuni decenni fa erano in avorio e, nel caso delle specialità a tre biglie, due di esse erano di 69 mm circa mentre la terza, con la funzione di pallino, era di 59 mm circa.

Le biglie in avorio, quando si toccavano l'una con l'altra producevano un rumore che ricordava i "denti che battono", e avevano problemi di resistenza e durata, perché si graffiavano facilmente quando subivano steccate forti o entravano in buca.
Il costo della produzione dell'avorio stesso e la odierna proibizione della commercializzazione dell'avorio in qualsiasi forma ha portato alla cessazione della produzione di queste biglie.

Progressivamente sono state quindi sostituite con altre in materiale plastico o sintetico (normalmente resina artificiale) e anche le dimensioni e i colori sono mutati. Le biglie in avorio non mantenevano perennemente il colore.

Nel caso della specialità Boccette le biglie sono rimaste sempre pressoché invariate nel colore (4 rosse, 4 bianche, una blu) e nelle dimensioni, è cambiato solo il materiale, passato nel corso dei decenni dall'avorio alla resina.
Dal 1997 le dimensioni sono state fissate di circa 61,5 mm di diametro e con un peso compreso tra 205 e 220 g sia per biglie battenti che per il pallino, nei colori bianco, giallo, rosso. Dal settembre del 2009 le caratteristiche tecniche sono ulteriormente variate: le nuove biglie devono avere un diametro sino a 63,2 mm ed un peso tra i 224 e 228 g.
Nel settembre 2015 infine si è tornati a giocare nuovamente con biglie da 61,5.
Tuttavia le classiche biglie per il gioco all'italiana (due grandi e il pallino piccolo), nonostante non vengano più riconosciute a livello di competizioni ufficiali organizzate dalla Fibiș, vengono tuttora prodotte e fanno parte del set di gioco sul biliardo tradizionale.
Nella specialità Boccette la Fibis ha invece mantenuto a livello ufficiale la classica configurazione della serie di bilie tradizionale, con il pallino blu più piccolo delle altre bilie.

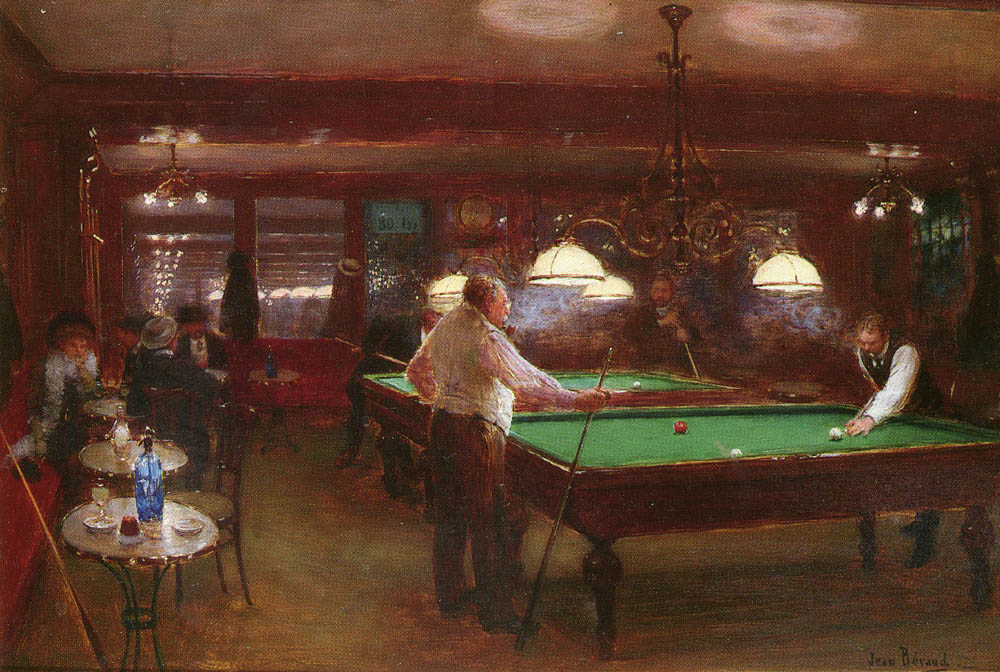
Un dipinto di Jean Béraud intitolato "La Partie De Billard"

## Associazioni sportive di biliardo
Il gioco del biliardo si è trasformato nel corso degli anni assumendo i caratteri di un vero sport pure nelle specialità tradizionali italiane.
La principale federazione è la Fibis, che ha creato una rete di club con alla base le federazioni provinciali, che poi sono affiancate da quelle regionali e nazionali. 
I giocatori, adesso denominati atleti, partecipano a vari tornei organizzati e sono divisi in varie categorie di bravura, con regolari promozioni (in base ai risultati raggiunti), fino al raggiungimento della qualifica di professionisti.
La specialità di biliardo "all'italiana" non è ristretta solo al nostro paese ma viene praticata anche all'estero, specialmente in quei paesi che hanno avuto una forte immigrazione italiana durante il XX secolo, e soprattutto in America Latina, da cui provengono molti campioni con cui i più importanti giocatori italiani si confrontano nei Campionati Mondiali.
Negli ultimi tempi si è inoltre avuto un notevole interessamento anche da parte del pubblico femminile e numerose sono anche le giocatrici con la presenza di campionati femminili.

## Specialità di gioco all'italiana
A seconda della presenza di un determinato numero di birilli, della quantità di biglie e dell'obiettivo di gioco esistono varie specialità del biliardo all'italiana; ognuna con le proprie varianti in base al regolamento.
Specialità all'italiana con l'uso della stecca:
- 5 birilli
- Goriziana (9 birilli)
  - Tutti doppi (9 birilli)
  - Filotto (9 birilli)

Specialità all'italiana che non prevedono l'uso della stecca, ma delle sole mani:
- Boccette
- Boccette/Goriziana

## Alcuni fra i tiri principali nel biliardo all'italiana
Nel biliardo all'italiana, a seconda di come si presentano le biglie sull'area di gioco, il giocatore ha diverse possibilità di colpire le biglie e di conferire loro una traiettoria desiderata. Il giocatore riflette sulla traiettoria sia della propria biglia che della biglia avversaria.

I colpi raffigurati sono i principali nel gioco del biliardo:

### Colpi diretti
Si definiscono diretti quei colpi che consistono di far toccare le due biglie in modo diretto senza aver prima toccato nessuna sponda. Per questi colpi non è vincolante l'effetto, ma la forza.

#### Fisso
Si ha quando la biglia avversaria è situata tra la biglia battente e il castello, la biglia battente colpisce la biglia avversaria, la quale va sui birilli direttamente e senza prima colpire una sponda. Questo colpo è efficace per mantenere una posizione di copertura e difesa, mentre è inutile abbattere i birilli con forza eccessiva rischiando di far rimanere le biglie in una posizione facile per il giocatore avversario o di andare addirittura sul castello con la propria biglia. Data la notevole possibilità di acquisire dei punti, in alcune gare, per consuetudine e rispetto del giocatore avversario questo colpo non è ammesso.
Limitatamente ad alcune regioni (principalmente la Toscana) questo tiro è denominato anche "bove".

#### Rovescio

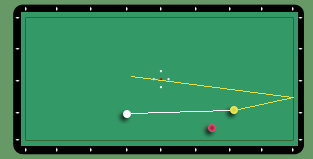
Rovescio a filotto

A seconda delle impostazioni delle biglie ci sono tre tipi di rovescio: "sfaccio", "filotto" e "raddrizzo". È forse il colpo più semplice del biliardo: la bilia battente colpisce l'avversaria direttamente e quest'ultima, dopo aver colpito una sponda del tavolo da gioco (sponda corta o sponda lunga), va verso il castello. A seconda di come si presentano le biglie, il giocatore dovrà decidere come colpire sulla biglia avversaria (o piena, o mezza): se la biglia avversaria si trova vicino alla linea mediana del biliardo, il giocatore dovrà o giocare di forza media e dare colpo in testa alla propria biglia, o giocare di forza elevata ma facendo retrocedere la propria biglia con il colpo basso; se invece la biglia avversaria si trova oltre la linea mediana (come nell'immagine raffigurata) è sufficiente giocare di colpo in pancia senza né effetto né colpo basso.

La forza è molto importante: deve essere giusta da far conferire alla biglia avversaria almeno tre passate avanti e indietro lungo le sponde lunghe, questo è un vantaggio che dà la possibilità alla biglia di "rientrare", ovvero la biglia avversaria, dopo una passata, restringe la propria traiettoria più verso il centro del tavolo (è molto evidente quando il panno è appena stato cambiato).

#### Angolo

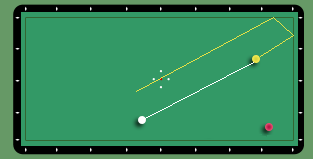
Angolo

L'angolo detto anche rinterzo, è un colpo che consiste nell'indirizzare la biglia avversaria verso il castello dopo che essa ha toccato due sponde, prima la sponda corta e poi quella lunga. La difficoltà maggiore del tiro consta, oltre che nel calcolare esattamente gli angoli di rimbalzo (modificabili in parte anche con l'uso dell'effetto), nel controllo della traiettoria della biglia battente, facilmente portata nella sua corsa a finire anch'essa nel castello. Con una forza minore, per tentare la copertura, è necessario colpire la propria biglia in testa. Se non dovesse venir bene il colpo a causa della forza eccessiva, la biglia avversaria ha una possibilità in più di abbattere i birilli, cioè deve toccare due sponde in più; in caso contrario, meglio tentare la difesa con una copertura.

#### Striscio

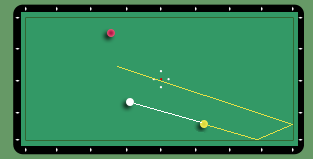
Striscio

Lo striscio è praticamente un angolo al contrario, infatti la biglia avversaria tocca per prima la sponda lunga, poi quella corta e infine va verso il castello. È un colpo in cui è molto importante calibrare forza ed effetto. Non è un tiro di particolare facilità dato che se si incrociano le traiettorie (per ravvicinamento di biglie o per non aver colpito pieno la biglia avversaria) si ha il difetto dell'"impallatura" che rovina il colpo. È quindi un colpo di media difficoltà, tanto che per avere una buona rimanenza (o copertura) di difesa, è necessario tirare non tanto forte, biglia possibilmente piena e con colpo in testa.

#### Giro

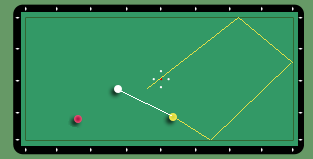
Giro

Il giro detto anche rinquarto, è un altro colpo di media difficoltà in cui la biglia avversaria colpisce i birilli dopo il rimbalzo su 3 sponde. Anche in questo colpo è molto importante l'uso degli effetti per il controllo delle traiettorie. Rispetto all'angolo sono minori le difficoltà nell'ottenere la copertura ma sono maggiori quelle insite nel calcolo degli angoli di incidenza e rimbalzo della biglia avversaria. Se dopo aver giocato un giro la biglia avversaria per forza di tiro eccessiva non va sui birilli, può esserci un'ultima possibilità di abbatterli: la biglia, se ha avuto una traiettoria "larga" (la traiettoria è tra il castello e il giocatore) ed ha un'ulteriore velocità in più, deve colpire altre due sponde (o di più) per arrivare al castello (girone).

### Colpi indiretti
I colpi indiretti, detti anche calci, sono utili per rispondere ad una difesa dell'avversario, ovvero quando le due biglie sono ostacolate dal castello o dal pallino, allora incorre colpire una o più sponde e giocare di forza e di effetto. Si tirano specialmente nel gioco della goriziana, che consente di raddoppiare il punteggio tirando di sponda.

Per alcuni di questi colpi, è indispensabile l'aiuto dei diamanti; importante ricordare che ogni diamante ha un suo valore a seconda del metodo di calcolo usato.

#### Sponda-biglia

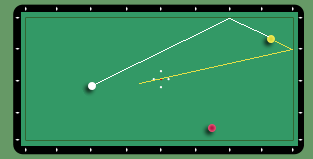
Sponda-biglia

L'importante di questo colpo è conferire alla biglia battente l'"effetto a reggere", cioè va dato l'effetto rivolto verso la sponda in cui la biglia va a rimbalzare, in questo modo la propria biglia ha una possibilità di rimanere in una posizione desiderata. In questo colpo ci deve essere anche il gioco di forza: se la biglia avversaria è situata vicino alla linea mediana del bigliardo o vicina al castello, una forza eccessiva indurrebbe all'abbattimento dei birilli con la biglia propria, in questo caso conviene dare il colpo in basso a retrocedere; ma se la biglia avversaria si trova ben oltre la linea mediana è sufficiente giocare di effetto a reggere e di forza media. Il giocatore, in questo colpo deve essere consapevole della traiettoria di ambedue le biglie, che devono avere una buona rimanenza di difesa e che la propria biglia non sia stata steccata abbastanza forte da dover finire sul castello in un modo o nell'altro.

#### Candela

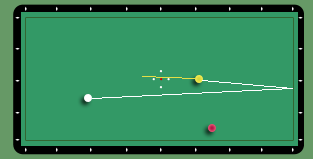
Candela

Detto anche "rovescio di calcio", è il più semplice dei colpi indiretti che consiste di toccare con la propria biglia prima una sponda e poi la biglia avversaria, la quale va direttamente sul castello. L'importante di questo colpo è usare con cautela la forza: se si dà effetto alla propria biglia, un eccesso di forza comporta alla dispersione dell'effetto e di far "rientrare" la biglia più verso il centro del bigliardo diminuendo anche la velocità di corsa; al contrario, se si tira troppo piano, la biglia risente di più l'effetto e va fuori traiettoria. Per alcune candele semplificate è possibile anche tirare con forza media più vicino al diamante centrale della sponda corta e non giocare di effetto.

#### Garuffa

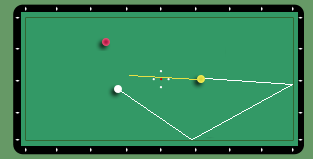
Garuffa

La garuffa viene spesso confusa con lo striscio di calcio ma è molto più difficile di quest'ultimo: prendendo in considerazione una retta immaginaria tracciata sulla biglia battente e sull'angolo del bigliardo opposto all'angolo più vicino alla biglia avversaria, si ricava il valore del diamante poggiato davanti al giocatore, e prendendo in considerazione un'altra retta immaginaria tracciata dal birillo centrale alla biglia avversaria si ricava un altro valore sul diamante della sponda opposta; sommando questi due valori si determina il punto dove colpire sulla sponda lunga più vicina alla seconda biglia, allora si colpisce con una media forza e, con effetto pieno se il valore sulla sponda corta è superiore a 10, o con effetto medio se il valore sulla sponda corta è inferiore a 10. L'effetto va dato assolutamente verso la sponda da colpire.

La biglia battente acquisisce il giro quando batte sulla seconda sponda, solo se la steccata è rigida e non troppo forte; se la steccata è troppo forte l'effetto viene perso e la corsa della biglia avversaria è ridotta, se la steccata è troppo debole l'effetto si concentra per metà sulla prima sponda in cui rimbalza e metà viene perso.

#### Striscio di calcio
Diversamente dalla garuffa, si colpisce la biglia senza darle effetto (se necessario ne basta pochissimo), la traiettoria segue angolazioni perdipiù riflesse prima sulla sponda lunga e poi sulla sponda corta, per poi colpire la biglia avversaria e mandarla sul castello.

#### Bricolla

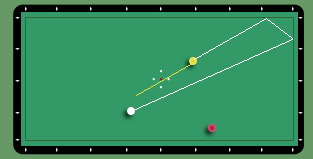
Bricolla

Chiamato anche angolo ad effetto o angolo di calcio è un altro colpo che funziona solo con l'aiuto dei diamanti: immaginando un asse come nel rinquarto, ma che collega il birillo rosso centrale con la biglia avversaria, si determina il valore della traiettoria tramite i diamanti; con la propria biglia (giocando di forza e di effetto), bisogna colpire al diamante corrispondente a 90° sulla sponda piccola per una buona traiettoria. Se la biglia avversaria è ravvicinata all'angolo, è sufficiente anche colpire più vicino all'angolo e senza effetto. Nel caso la traiettoria risultasse larga e non in grado di abbattere il castello, la biglia può averne ulteriore possibilità colpendo altre due sponde (tiro del bricollone).

#### Tre sponde di calcio

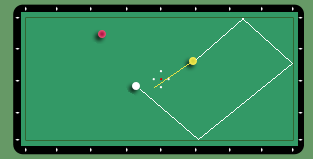
Tre sponde di calcio

Per tirare questo colpo di media difficoltà è necessario l'aiuto dei diamanti: immaginando un asse che congiunge l'angolo del biliardo con il diamante centrale della sponda lunga fa da punto di riferimento; immaginando di scorrere in parallelo questo asse lo andiamo a congiungere con la biglia battente determinando il punto di battuta sulla sponda lunga, e a seconda di dove si trova la bilia avversaria bisogna giocare di forza e di effetto (che va dato assolutamente dalla parte opposta alla sponda da colpire) e preferibilmente la biglia propria va colpita in testa e con una steccata non rigida, ma "morbida".

Se non si è riusciti ad abbattere il castello, l'importante è sempre far avere alle due biglie una buona rimanenza di difesa.

#### Ottavina

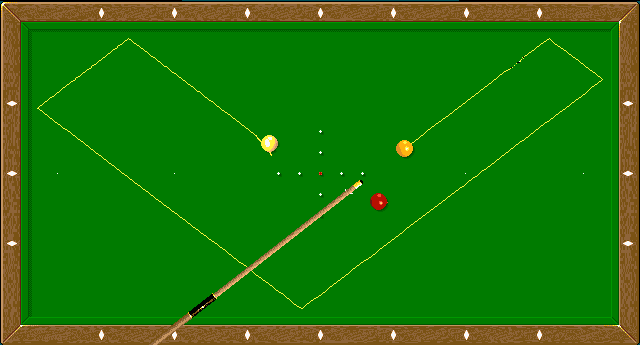
Ottavina a cinque sponde

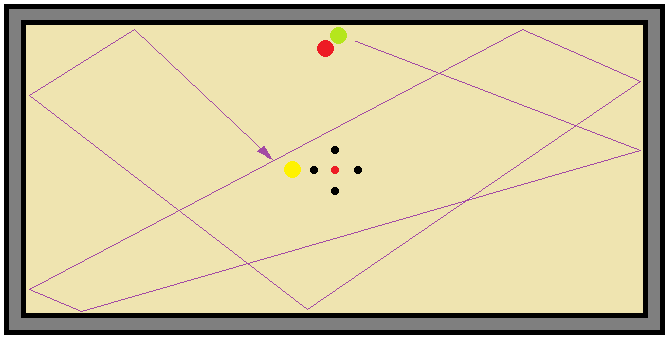
Ottavina reale

Sono detti ottavine quei colpi indiretti (o calci) in cui la biglia battente deve rimbalzare su almeno quattro sponde prima di colpire la biglia avversaria. A seconda della forza, della steccata e dell'effetto, ci sono vari tipi di ottavine, in ognuna delle quali il numero di sponde coinvolte ne influenza la difficoltà e la complessità (quella che coinvolge otto sponde, chiamata anche ottavina reale, è stata eseguita per la prima volta dall'ex campione italiano Marcello Lotti).

#### Massé

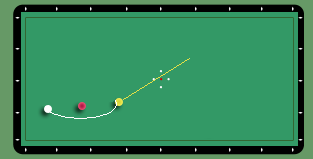
Massé

Il massé è un colpo altrettanto difficile, ma spettacolare: per conferire alla biglia battente una traiettoria inclinata ad arco bisogna giocare di forza e di effetto e tenendo inclinata la stecca da 45° a 88°; non è quindi un colpo che garantisce un risultato ottimale data la difficoltà. Per questo colpo è necessario essere esperti prestando altrettanta prudenza: se il cuoietto della stecca è ruvido, il colpo è forte e avviene un errore accidentale, si incorre al rischio dello strappo del panno del biliardo. Questo colpo è molto usato nel gioco della carambola.

Meno difficoltosa è la parabola che consiste nell'inclinare la stecca meno di 45° e può risolvere problemi di calcio di rinterzo o rinquarto se non si è disposti di misure ben precise. Affinché questi due colpi siano efficienti, è assolutamente necessario tamponare il cuoietto con una gran quantità di gesso.

## Alcuni grandi campioni
Nella storia del biliardo a stecca all'italiana ci sono stati, come in ogni altro sport, alcuni atleti che per numero di vittorie e carisma hanno avuto una notevole fama e hanno lasciato un'eredità sul piano tecnico o nella promozione di tale sport.
Un lacunoso elenco comprende senz'altro Pietro Garuffa, Laurdes Cavallari (detto Sesto), Emilio Biagini, Gastone Cavazzana, Attilio Sessa, Marcello Lotti (detto Lo Scuro), Carlo Cifalà, Nestor Gomez. 
In epoche più recenti Giampiero Rosanna, Gustavo Torregiani, Paolo Diomajuta, Gustavo Adrian Zito, Vitale Nocerino, Crocefisso Maggio, David Martinelli, Michelangelo Aniello, Andrea Quarta.